# 美中不足
《美中不足》是香港男歌手許志安與歌影視女藝人葉德嫻於2004年推出的合唱歌曲，作曲雷頌德，填詞黃偉文，收錄在許志安同年的專輯《Back Up》內。歌曲面世後在卡啦OK等娛樂場所有著極高的點唱率及點播率，並獲媒體熱播，成為四台冠軍歌，年尾得到多個獎項，如叱咤樂壇至尊歌曲大獎；不過唱片公司因商業決定，把歌手名義改為許志安featuring葉德嫻，飽受爭議。

## 簡介
這是繼1999年〈教我如何不愛他〉一曲後，葉德嫻和許志安再度合作；仍由雷頌德作編曲及監製，一樣是分開錄音（葉德嫻先錄）；但詞人由林夕換成黃偉文，並採取了不同的填詞角度，據葉德嫻的訪問，題材是婚外情，並獲評有電影《廊橋遺夢》的影子。《明報》專欄作家黃念欣認為由於二人的年齡差，此曲為「闖禁區之作」，葉德嫻以其「功力與德望」避免了「墮進十八層地獄」。

## 爭議
許志安以前的合唱曲如〈教你如何不愛她〉及〈會過去的〉（與車婉婉）均為大熱歌曲，並拿下不少樂壇獎項，而《美中不足》推出時已註明是許、葉兩人合唱，但正東唱片公司卻在年尾頒獎禮中突然更改為「許志安 featuring 葉德嫻」，源由是香港樂壇頒獎禮的制度是合唱歌每人計算一半分數，而featuring則全計算主唱者的分數。而將合唱改為featuring主要有兩個原因：
1. 叱咤樂壇流行榜的大部份是以播放率計算，而由於當時古巨基大熱，憑多首歌曲彈出，包括〈愛與誠〉、《大雄》等，許志安已在年尾不可能追趕到對方，唱片公司於是想到手執《美中不足》這張皇牌，由於這首歌曲的播放率超過200次，亦是至尊歌曲的大熱，將合唱改為featuring將令許志安增加百多次的播放率，增加贏得男歌手金獎的機會。[5]
2. 傳媒大獎是以得獎數目計算，唱片公司當時已估計《美中不足》會為許志安帶來多個獎項，將歌曲改為featuring將令許的歌曲獎項數翻倍。

各台則採取不同的處理手法，新城和商業電台當1分，無線和港台當半分。
當事人葉德嫻早已表明不介意這樣的安排，並表示只想享受在台上唱歌的機會，而她亦有與許志安共同出席年尾的頒獎禮演唱《美中不足》，但事件已引來其他唱片公司及歌手，以至是樂迷和傳媒的強烈不滿，更有網民創作惡搞版歌詞（《人心不足》）揶揄此事。《美中不足》的填詞人黃偉文在領獎時亦表示「爆大冷」，事後再補充說人們其實都了解頒獎禮的本質，它從來都不是追求公平。最終《美中不足》為許志安帶來多個大獎，但男歌手金獎仍落在古巨基手上，亦未能獲得傳媒大獎。反之，這個事件令其聲勢大跌，之後的歌唱發展亦大幅倒退、停滯不前。

## 獎項
- 勁歌金曲優秀選第二回 - 得獎歌曲《美中不足》
- 新城勁爆頒獎禮2004 - 全球勁爆歌曲大獎《美中不足》
- 新城勁爆頒獎禮2004 - 勁爆歌曲獎《美中不足》
- 新城勁爆頒獎禮2004 - 勁爆卡拉OK歌曲獎《美中不足》
- 2004年度叱樂壇流行榜頒獎典禮 - 叱咤樂壇至尊歌曲大獎《美中不足》
- 2004年度十大勁歌金曲頒獎典禮 - 十大勁歌金曲《美中不足》
- 第二十七屆十大中文金曲頒獎音樂會 - 十大中文金曲《美中不足》

## 流行榜成績
| 歌曲     | 903 | RTHK | 997 | TVB | 備註                        |
| -------- | --- | ---- | --- | --- | --------------------------- |
| 美中不足 | (1) | (1)  | (1) | 1   | Featuring 葉德嫻 四台冠軍歌 |

註:(1)表示兩週冠軍歌

### 903專業推介 走勢
| 周次     | 第41周  | 第42周   | 第43周   | 第44周   | 第45周  | 第46周   | 第47周   | 第48周   | 第49周  | 第50周   | 第51周   |
| 放榜日期 | 10月9日 | 10月16日 | 10月23日 | 10月30日 | 11月6日 | 11月13日 | 11月20日 | 11月27日 | 12月4日 | 12月11日 | 12月18日 |
| 榜上位置 | 18      | 10       | 4        | 6        | 6       | 2        | 1        | 1        | 3       | 16       | 17       |
| -------- | ------- | -------- | -------- | -------- | ------- | -------- | -------- | -------- | ------- | -------- | -------- |

RTHK走勢 - 17>7>1>1
997走勢 - 18>11>5>5>4>3>1>6>1
TVB走勢 - 10>6>4>2>1

## 其他版本
《美中不足》有多個翻唱版本，包括許志安的獨唱版、容祖兒（新城容我信愛一唱傾情音樂會、又一個叱咤十年回歸音樂會）、陳奕迅（2012年黃偉文作品展、又一個叱咤十年回歸音樂會）、張信哲（新城容我信愛一唱傾情音樂會）等。